# Реґбі Парк
«Реґбі Парк» (англ. Rugby Park) — футбольний стадіон у Кілмарноці, Шотландія, домашня арена ФК «Кілмарнок».
Стадіон відкритий 1899 року. У 1946, 1961 та 1994–1995 роках був реконструйований. Приймає домашні матчі збірної Шотландії з футболу.